# Falcuna
Falcuna là một chi bướm ngày thuộc họ Lycaenidae.